# Synagogue de la Turnergasse (1872-1938)

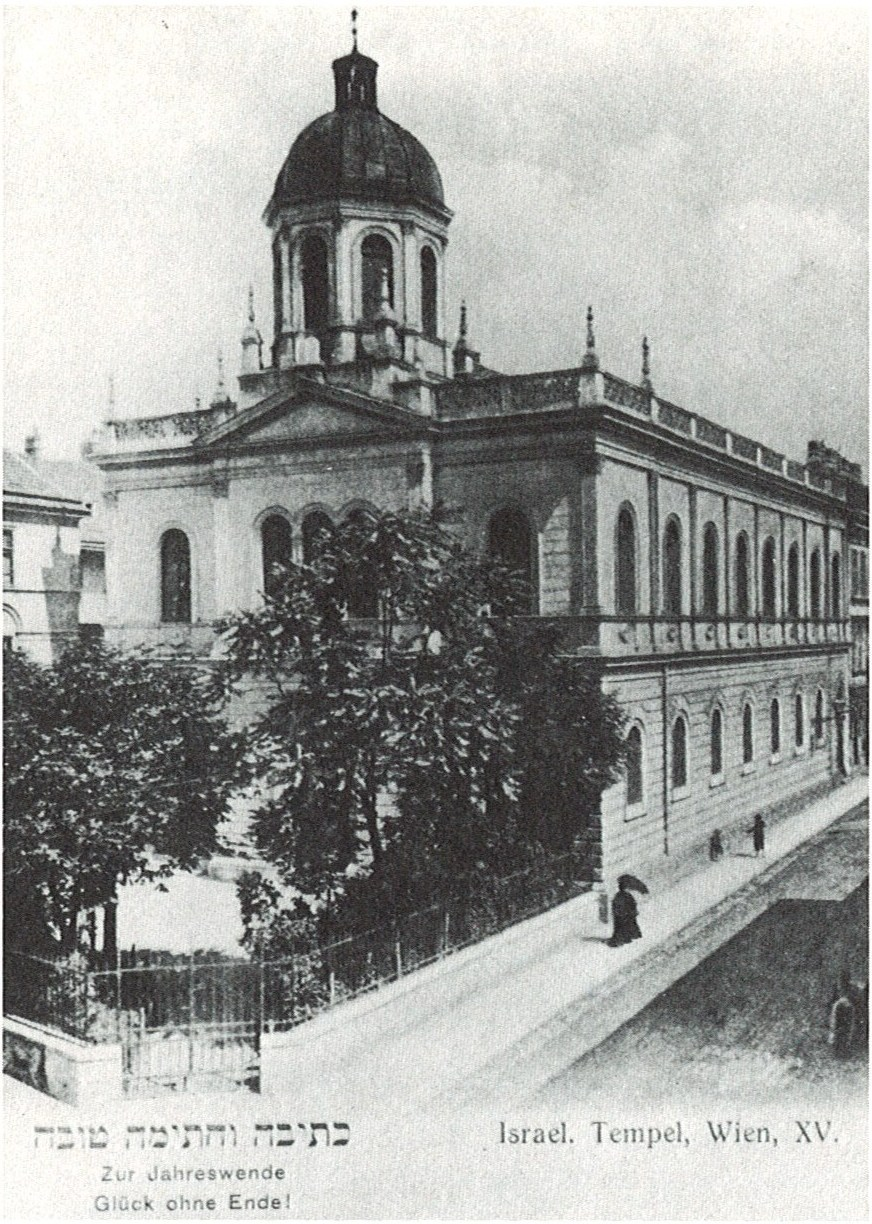
La synagogue de la Turnergasse vers 1900

La synagogue de la Turnergasse est la synagogue de l'Israelitische Kultusgemeinde - 15. Bezirk (Association cultuelle israélite du XVe arrondissement) située au 22 Turnergasse dans la XVe arrondissement (Rudolfsheim-Fünfhaus) à Vienne, Autriche, construite dans les années 1871–1872 dans un style historiciste néo-Renaissance selon les plans de l'architecte viennois Karl König.
Elle offre 496 sièges pour les hommes et 333 pour les femmes. Elle est le centre religieux, social et culturel des Juifs des anciennes communes de banlieue devenues plus tard les quartiers viennois de Meidling, Hietzing, Penzing et Rudolfsheim-Fünfhaus. Elle est également le siège de nombreuses associations juives. 
La synagogue est détruite par les nazis lors de la nuit de Cristal le 10 novembre 1938, comme la majorité des lieux de culte juif en Allemagne et dans les territoires annexés.
Aujourd'hui, à l'emplacement de la synagogue, a été élevé un complexe résidentiel appartenant à la municipalité de Vienne.

## Construction de la synagogue

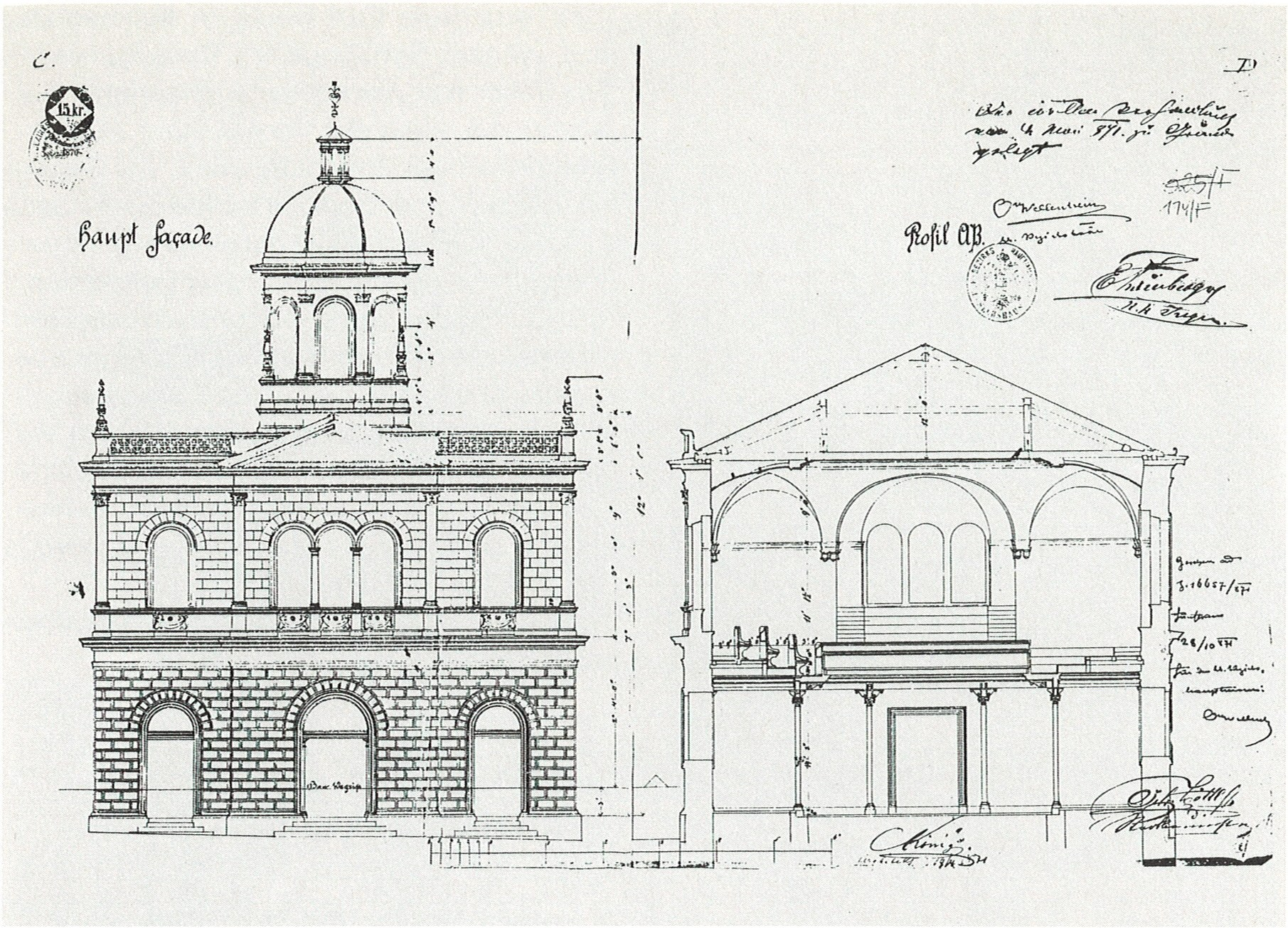
Pkan de l'architecte Karl König

Jusqu'en 1892, Sechshaus est une commune indépendante de la banlieue de Vienne. Elle est intégrée à cette date à Vienne et forme avec Rudolfsheim le XIVe arrondissement. En octobre 1938, le gouvernement nazi intègre l'ancien XIVe arrondissement dans le XVe.
La Israelitische Cultusgemeinde Sechshaus (Communauté cultuelle israélite de Sechshaus), à l'époque autonome, fait construire entre 1871 et 1872, une majestueuse synagogue libre sur trois côtés, au 22 Turnergasse / 22 Dingelstedtgasse. L'architecte Karl König, célèbre pour avoir construit en 1868 l'hôtel de ville de Vienne est retenu pour le projet. La cérémonie d'ouverture de la synagogue se déroule le 26 septembre 1872. Le rabbin Adolf Abraham Schmiedl prononce un discours inaugural passionné, n'hésitant pas à utiliser des phrases ampoulées telles que : l'école des hommes les plus nobles, la vraie piété ou sacrifice patriotique.

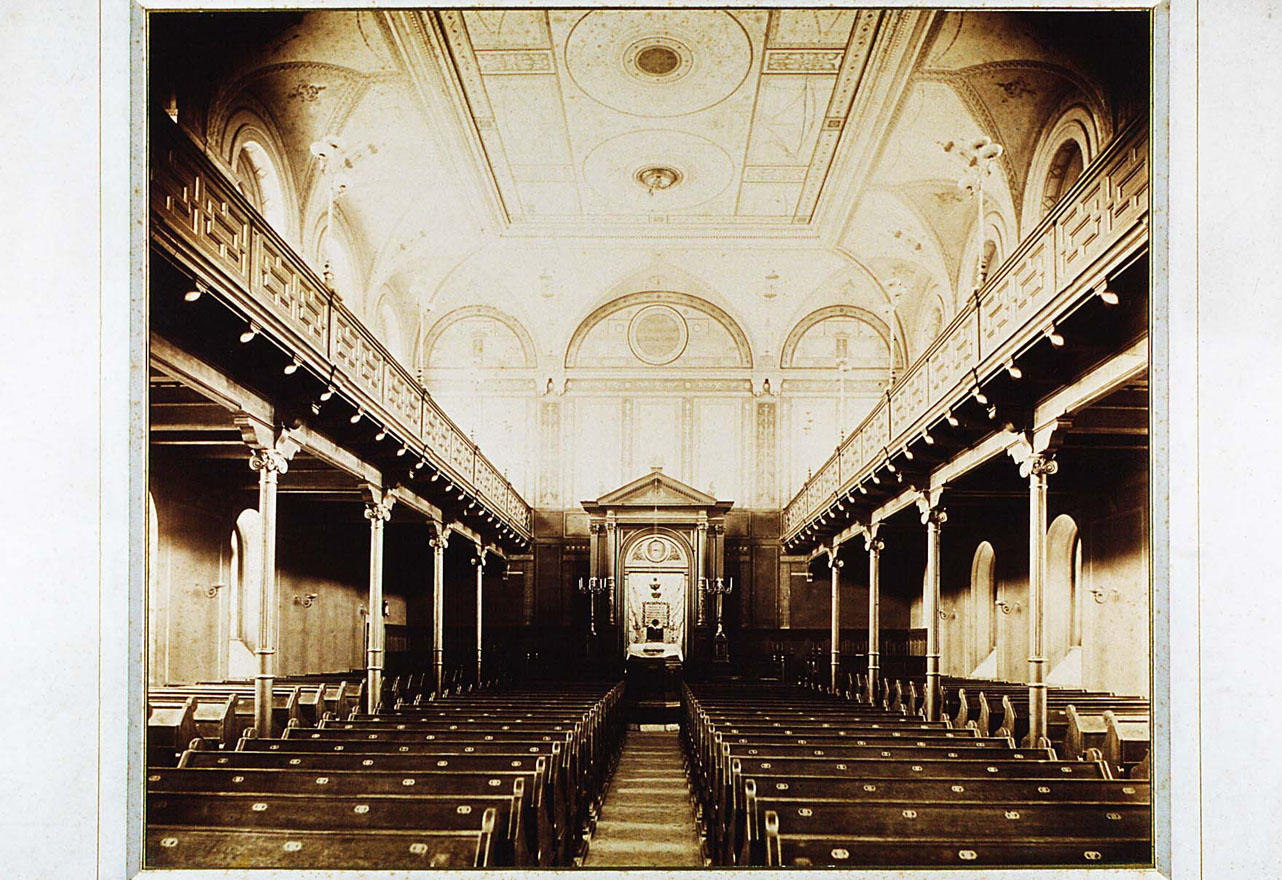
Intérieur de la synagogue

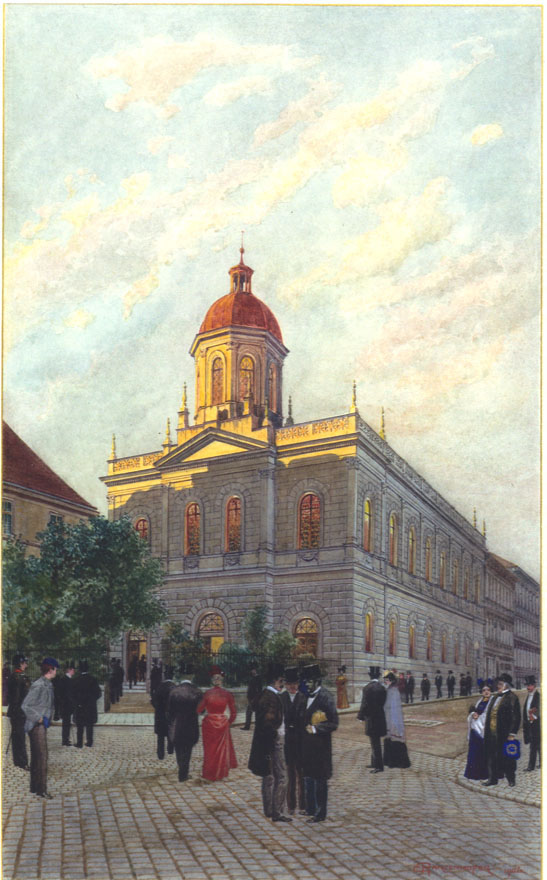
Aquarelle d'Emil Ranzenhofer (1864-1930) représentant la synagogue

Initialement, deux tours étaient prévues, mais l'architecte s'est limité à une, afin de ne pas donner à la synagogue l'apparence d'une église chrétienne. La synagogue avec sa salle de prière à trois nefs, ses galeries soutenues par des colonnes en fer et son plafond élégamment peint, qui s'étend librement sur toute la largeur intérieure, constitue un attrait dans la région. Les colonnes dorées en fer de style ionique, qui n'atteignent pas tout à fait le plafond, flottent sur toute l'étendue de la salle et contribuent à l'unité de l'espace. Du côté de la Turnergasse, on pénètre dans la synagogue par trois portails arqués pour arriver ainsi dans le vestibule. Des escaliers à droite et à gauche mènent aux galeries des femmes. La salle de prière pour les hommes au rez-de-chaussée se compose de quatre rangées de sièges, séparées par trois allées. Le sanctuaire de la Torah en forme d'arc de triomphe roman, se compose de bois sculpté, richement orné et doré. L'orgue et la pièce pour le chœur sont situés au-dessus du vestibule.
Extérieurement, la synagogue se présente sous la forme d'un bâtiment allongé. La façade ouest sur la Turnergasse donne sur un parvis. La structure en trois parties de la façade donne au bâtiment une composition uniforme, surmontée en son centre par une sorte de clocher, de forme octogonale se terminant par une lanterne. La façade Est de la synagogue borde le bâtiment voisin.
En 1923, la synagogue est entièrement rénovée et un éclairage électrique remplace l'ancien éclairage au gaz. Une annexe dans la cour de la synagogue, servant de salle de prière pour l'hiver et les jours de semaine, est considérablement agrandie pour recevoir 128 sièges pour les hommes,  Dans les galeries des femmes, les parapets sont en bois lambrissé et servent de support à des candélabres. L'exposition à la lumière du jour est très bonne grâce à huit fenêtres situées sur chacun des côtés sud et nord. L'acoustique a été décrite comme excellente.

## Lanuit de Cristal
Le journal de la brigade des pompiers de Vienne enregistre le début de l'intervention des pompiers le 10 novembre 1938 à 11 h 40 et décrit la scène comme un incendie : « L'ensemble du temple de deux étages avec une structure en dôme, d'une surface au sol de 30 x 16 m, a brûlé… ». Les bâtiments résidentiels environnants ont été sécurisés. La fin l'opération des pompiers a été donnée le 11 novembre 1938 à 7 h 32 du matin.
En 1947, lors d'une affaire pénale devant le tribunal populaire de Vienne contre Paul Binder, orfèvre, accusé de vol, on trouve une description détaillée des évènements du 10 novembre 1938: dès 5 heures du matin, des hommes en civil ont pénétré dans la synagogue à l'aide d'outils, ont détruit les équipements, le mobilier et les livres, et ont volé les objets de valeur. Selon une déclaration du 20 août 1947, le témoin Antonie Trach indique qu'il devait fournir de l'essence ou de la paraffine et qu'il aurait refusé : « Les SA ont obtenu du carburant liquide dans la région et l'ont versé dans le temple. Le carburant a été enflammé avec des grenades à main à 9 h 30, après quoi le temple a brûlé. Les biens volés par les SA, y compris les tapis, ont été chargés sur le camion garé devant la maison ». Bien qu'ayant nié toute participation au pillage et à la destruction de la synagogue, Paul Binder est condamné à six semaines de prison le 20 juillet 1948.
La démolition des ruines de la synagogue commence en 1939. En décembre 1939, l'Israelitische Kultusgemeinde reçoit la permission de l'administration du district du XVe arrondissement d'enlever les ruines car elles représentent un danger pour les passants. Les travaux doivent être terminés en janvier 1941. L'entreprise de bâtiment d'Hans Kraus est chargée des travaux de démolition selon la correspondance entre le bureau administratif local et la Israelitische Kultusgemeinde : « les restes des murs encore existants doivent être enlevés jusqu'au niveau de la rue et tous les gravats doivent être enlevés. Pour ce service, le matériel de démolition obtenu devient la propriété de l'entreprise susmentionnée sans que l'I.K.G. ne soit obligé d'effectuer un quelconque paiement monétaire. Il n'y a plus de portes, de fenêtres, de poutres ni de poutrelles en fer ». Mais dans le cadre de la vente forcée de la propriété au transporteur Leopold Hölzl, membre du parti nazi, celui-ci réclame pour lui-même les coûts et l'exécution des travaux de démolition. Il s'engage à démolir et à enlever les "masses de gravats". En 1948, Leopold Hölzl est inculpé devant le tribunal populaire de Vienne selon l'articles 11 de la loi de dénazification et de l'article 6 de la loi sur les crimes de guerre.
Après l'achat de la propriété en 1940, Leopold Hölzl a repris le contrat que la communauté juive avait conclu en 1939 avec la société Hans Kraus concernant la démolition des ruines de la synagogue. Le curateur légalement assermenté du défendeur absent, Eduard Schille, en même temps beau-frère de Leopold Hölzl, écrit en 1946 : « Il y avait littéralement des montagnes de gravats et des restes de mur sur la propriété, dont la suppression nécessitait des fonds extraordinaires ». En décembre 1939, le département de la police du bâtiment de l'administration du Reichsgau de Vienne signale au ministère des Affaires intérieures et culturelles que la démolition de la synagogue est en cours.

## Secours alimentaire en 1939
Comme les Juifs sont privés de leurs moyens de subsistance et ne sont pas autorisés à entrer dans les magasins et les restaurants, l'Israelitische Kultusgemeinde met en place des points de distribution alimentaire d'urgence, et ouvre début 1939, une cantine au 22 Turnergasse. L'ancienne cantine qui se trouvait auparavant au 21 Herklotzgasse, aussi dans le XVe arrondissement de Vienne, ayant dû fermer en raison de la mise en vente du local et des réclamations des voisins : « les voisins aryens sont contrariés par l'odeur répandue par la nourriture et également par le fait qu'il y a beaucoup de gens qui se tiennent dans l'entrée (…) quand il y a foule ». La cantine de la Turnergasse est aménagée dans l'ancien appartement du portier de la synagogue, à côté de l'ancienne salle de réunion et des bureaux. La distribution alimentaire va rester dans ces locaux à côté des ruines de la synagogue jusqu'à ce que la propriété soit vendue en 1940,.

## Aryanisation et compensation
La propriété appartient à la Israelitische Cultusgemeinde Sechshaus (Association cultuelle israélite de Sechshaus) jusqu'au 10 juin 1909 et à la Israelitische Kultusgemeinde in Wien (Association cultuelle israélite de Vienne) de 1909 à 1940. La propriété se compose de deux parties: la zone de construction du Temple et la zone de construction de la maison associée. Le 28 mai 1940, est signé un contrat d'achat entre l'Israelitische Kultusgemeinde et la société de transport appartenant à Leopold Hölzl, résidant en 1940 au 15 Gebrüder-Lang-Gasse, dans le XVe arrondissement de Vienne. Le prix d'achat est de 38 500 Reichsmarks,,. D'après le curateur de Leopold Hölzl, Eduard Schille ; celui-ci aurait « appris à l'automne 1939 que la communauté religieuse juive avait l'intention de liquider l'intégralité de son patrimoine. Il y avait une propriété à proximité de son magasin (…) qui appartenait à la communauté cultuelle juive. Le temple sur la propriété avait été détruit par le feu et ne formait qu'une ruine à démolir, alors que la maison avait vraiment besoin de réparations ». Schille a également ajouté que Hölzl avait demandé très expressément si la vente était bien volontaire et que ce n'est que lorsque cela avait été clarifié que Hölzl avait procédé à l'achat et, par conséquent, il « n'avait exercé aucune pression ou contrainte sur la communauté cultuelle ».
Après avoir enlevé les vestiges des murs de la synagogue, Hölzl construit un garage sur la propriété. Dans la procédure de restitution, l'accusé Hölzl a demandé à la Israelitische Kultusgemeinde de pouvoir conclure un contrat de location afin de pouvoir garder son garage sur l'ancien terrain du temple. Le 20 août 1948, la Israelitische Kultusgemeinde charge le rabbinat de déterminer si cela était « permis en vertu de la loi religieuse juive ». En 1951, un accord est conclu devant la Commission de restitution du tribunal régional pour les affaires de droit civil de Vienne. Le défendeur devra verser au requérant, l'Israelitische Kultusgemeinde, un montant de 70 000 schillings de façon échelonnée. Dans les années 1950, Hölzl agrandit son garage et construit une station-service à l'emplacement de l'ancienne cour de la synagogue, à l'endroit où de situait la salle de prière pour l'hiver et les jours de semaine. Leopold Hölzl décède en 1962 à l'âge de 57 ans. Le 18 novembre 1965, l'épouse de Leopold Hölzl devient héritière de la moitié et ses deux filles d'un quart chacune des biens.
Un prêt d'aide au logement de la ville de Vienne donne aux héritiers en 1962 et 1964 la possibilité de rénover la maison. Les héritières réaménagent la maison et transforment la salle communautaire en ateliers et salles de stockage. En 1970, la station-service est agrandie. En 1973, la propriété est vendue à la ville de Vienne en viager,. Le garage, la station-service et la salle communautaire sont démolis et un immeuble résidentiel de sept étages est érigé sur le site entre 1976 et 1979 par la ville de Vienne. L'emplacement de la synagogue de la Turnergasse est à nouveau reclassé en parc et relève de la compétence du département municipal. En 1988, une plaque commémorative est apposée sur le bâtiment résidentiel,.

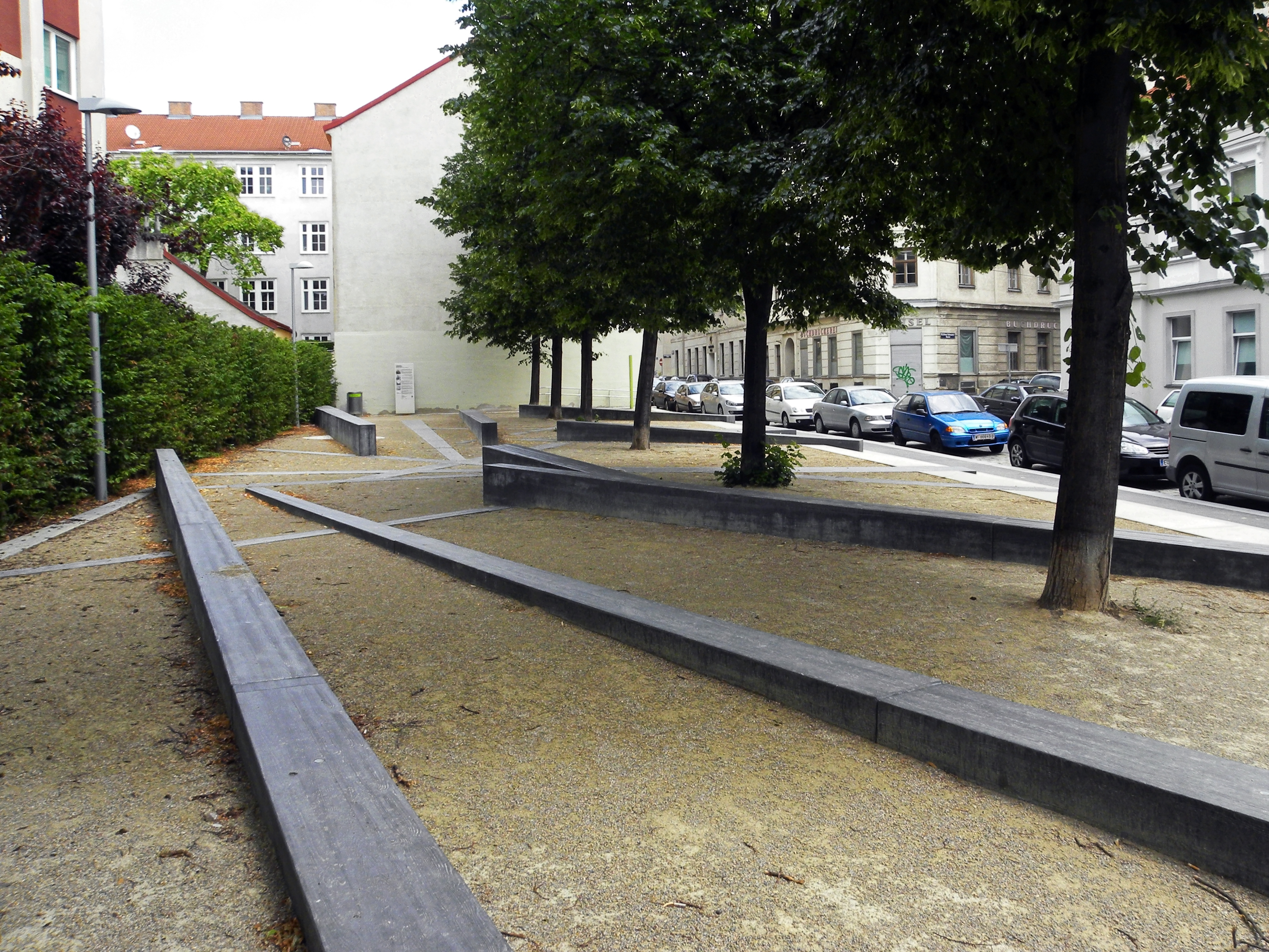
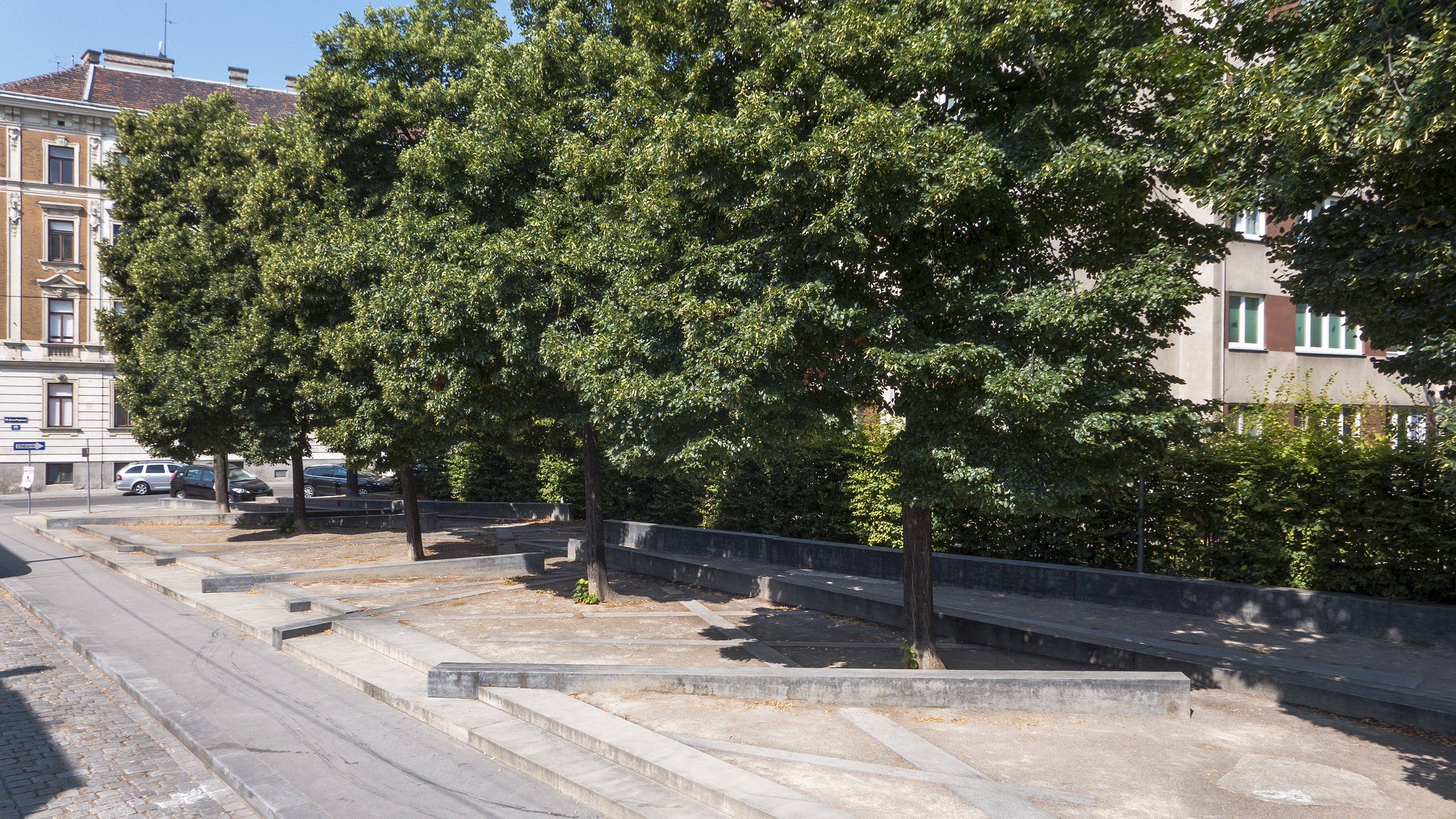
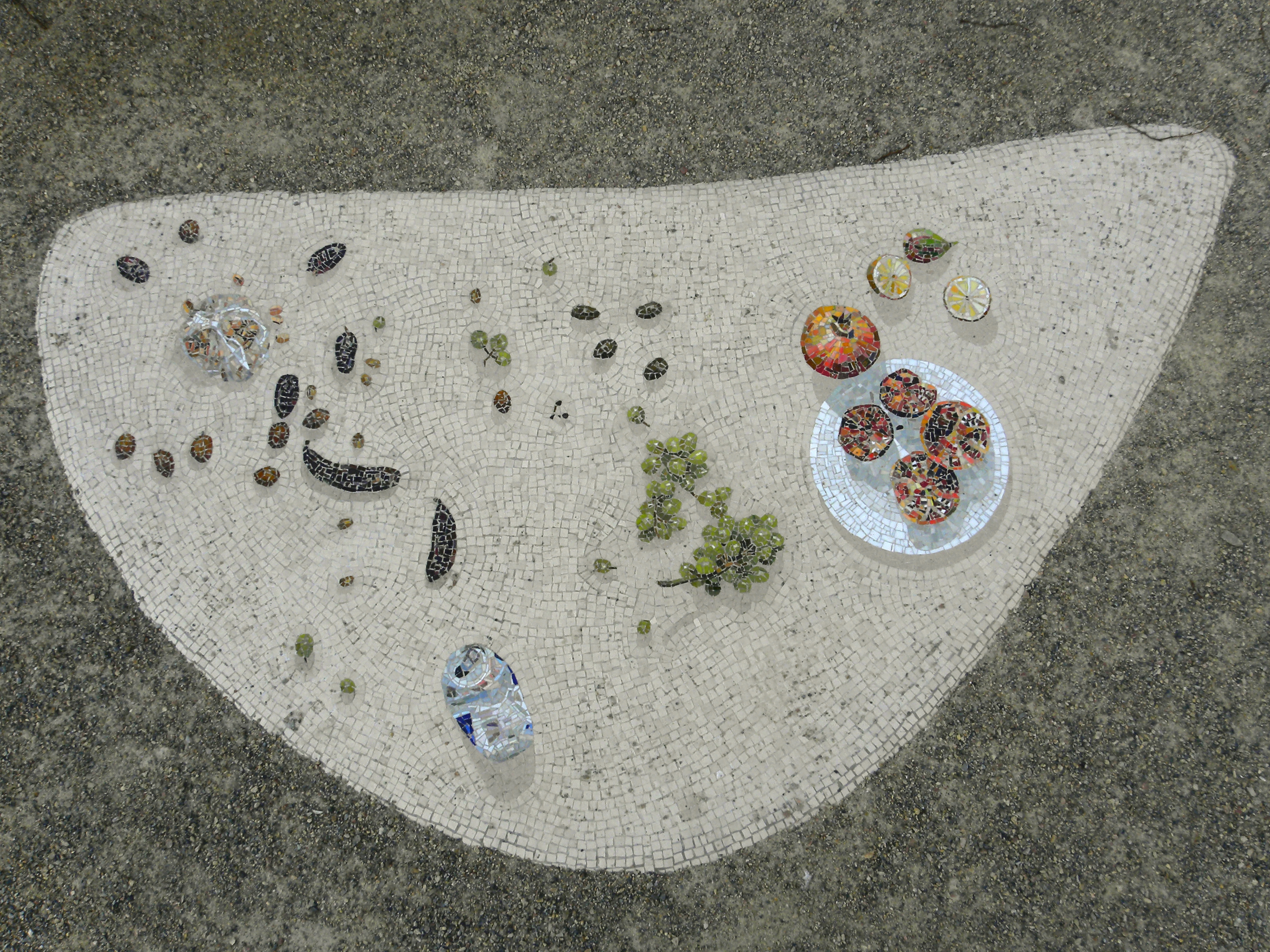

Espace mémorial à l'emplacement de la synagogue détruite

## Rabbinsimportants
- Adolf Abraham Schmiedl (26 janvier 1821-7 novembre 1913), rabbin de 1821 à 1913 de la Israelitische Cultusgemeinde Sechshaus puis à la synagogue de la Turnergasse de l'Israelitische Kultusgemeinde Wien. Le rabbin Schmiedl était passionné par la construction de la synagogue. Il était également un érudit et philosophe des religions.
- Max Grunwald (10 octobre 1871-24 janvier 1953), rabbin à la synagogue de la Turnergasse de 1903 à 1913, puis prédicateur à la synagogue de la Tempelgasse dans le quartier Leopoldstadt de Vienne  de 1913 à 1930 et à la synagogue principale Stadttemplel de Vienne entre 1927 et 1930. Après l'Anschluss, Il fuit l'Autriche et s'installe en Palestine.
- Jonathan Wolf (1840-1902), rabbin à la synagogue de la Turnergasse de 1894 à 1902.
- Israel Taglicht (9 mars 1862-22 décembre 1943), rabbin à la synagogue de la Turnergasse de 1913 à 1932; puis à la synagogue de la Tempelgasse  à partir de 1933. Grand-rabbin de 1936 à 1938.
- Hirsch Jakob Zimmels (1900-1974), rabbin à la synagogue de la Turnergasse de fin décembre 1936 à 1938. Il parvient en 1939 à quitter l'Autriche pour se réfugier en Grande-Bretagne[29],[6].

## Association caritative affiliée à la synagogue
Plusieurs associations caritatives ont leur siège à la synagogue:

### Brautausstattungsverein für arme jüdische Mädchen in den westlichen Bezirken Wien
La Brautausstattungsverein für arme jüdische Mädchen in den westlichen Bezirken Wien (Association pour la fourniture d'un trousseau de mariage aux filles juives pauvres des quartiers ouest de Vienne) fondée en 1921 par le rabbin Israel Taglicht, Emanuel Kohn, Bernhard Deutsch, Samuel Bernhard, Berthold Kardegg et M. Vogelfänger, a pour but de faciliter le mariage des filles dignes et nécessiteuses des quartiers ouest de Vienne. Le 28 mai 1930, l'association a été réorganisée et rebaptisée Association Hachnosas Kallo pour les mariées pauvres des districts XII, XIII, XIV et XV. En 1938, son dernier président est Albert Adler,.
L'association a été dissoute en 1938, radiée du registre des associations et ses biens confisqués par le Stillhaltekommissar für Vereine, Organisationen und Verbände (commissaire conservateur pour les associations, organisations et clubs). Les actifs confisqués de l'association s'élèvent à 328,13 Reichsmarks. L'association n'a pas été rétablie après 1945.

### LaHevra Kaddishapour les arrondissements XII à XV
La Hevra Kaddisha, fondée en 1865 sous le nom Israelitischer Unterstützungs- und Bestattungsverein Chewra Kadischa in Sechshaus (Association israélite de soutien et de funérailles Hevra Kaddisha à Sechshaus) et après une modification des statuts en 1894, renommée Chewra Kadischa Kranken- und Unterstützungsverein für den VI., VII., XIII., XIV. und XV. Bezirke in Wien (Association Hevra Kaddisha' de soutien et d'aide aux malades pour les arrondissements VI; VII; XIII: XIV et XV de Vienne), a son siège à la synagogue de la  Turnergasse. Selon les statuts de 1895, le but de l'association est de prendre soin de ses membres, des pauvres et des malades non-membres, d'organiser des visites aux malades, de s'occuper des funérailles, de prendre en charge les veuves après la mort de leur mari et d'organiser un soutien lors de tous les rituels après un décès et pendant la période de deuil. En 1894, l'association possède un rouleau de Torah et un corbillard avec accessoires selon le rapport de 1893-1894.
L'association est dissoute en 1938 et radiée du registre des associations. Elle est incorporée au centre d'aide sociale de la Israelitische Kultusgemeinde avec suppression de sa personnalité juridique. Les biens de l'association sont cédés à la Israelitische Kultusgemeinde après déduction d'une taxe de 20 % et de 5 % de frais administratifs au profit du Stillhaltekommissar für Vereine, Organisationen und Verbände (commissaire conservateur pour les associations, organisations et clubs). La somme reçue par l'Israelitische Kultusgemeinde s'élève à 3 133,60 Reichsmarks. Le dernier président de l'association en 1938 est Hermann Kuner,. L'association n'a pas été rétablie après 1945.

### Israelitischen Frauen-Wohltätigkeitsvereins für die Bezirke XII-XV
La Israelitische Frauen-Wohltätigkeitsverein Verein im Bezirke Sechshaus (Association caritative des femmes israélites dans le quartier Sechshaus) avec son siège au 22 Turnergasse, est fondée en aout 1870 par Fanny Pollak. Devenue la Israelitischer Frauen-Wohltätigkeitsverein für die Bezirke XII–XV (Association caritative des femmes israélites pour les districts XII-XV) après un changement de ses statuts en 1915, elle a pour but de « (...) de soutenir les femmes et les enfants israélites pauvres et dignes vivant dans les districts XII - XV ».
L'association est dissoute en 1938 et radiée du registre des associations. Elle est incorporée au centre d'aide sociale de la Israelitische Kultusgemeinde avec suppression de sa personnalité juridique. Les biens de l'association sont cédés à la Israelitische Kultusgemeinde après déduction d'une taxe de 20 % et de 5 % de frais administratifs au profit du Stillhaltekommissar für Vereine, Organisationen und Verbände (commissaire conservateur pour les associations, organisations et clubs). La dernière présidente de l'association en 1938 est Hermine Simon, . L'association n'a pas été rétablie après 1945.

### Israelitischer Hilfsverein "Maskil el Dol" für die westlichen Bezirke Wiens
La Armenunterstützungsverein Maskil el Dol (Association de secours pour les pauvres Maskil el Dol) avec son siège à la synagogue est fondée en 1874 par M. Hirsch. Selon ses statuts de 1874, le but de l'association est de soutenir les pauvres gens dignes. En 1905, un amendement aux statuts entraîne un changement du nom de l'association en Israelitischer Hilfsverein Maskil el Dol für die westlichen Bezirke Wiens (Association d'aide israélite Maskil el Dol pour les districts de l'ouest de Vienne).
L'association est dissoute en 1938 et radiée du registre des associations. Elle est incorporée au centre d'aide sociale de la Israelitische Kultusgemeinde avec suppression de sa personnalité juridique. Les biens de l'association sont cédés à la Israelitische Kultusgemeinde après déduction d'une taxe de 20 % et de 5 % de frais administratifs au profit du Stillhaltekommissar für Vereine, Organisationen und Verbände (commissaire conservateur pour les associations, organisations et clubs). Le dernier président de l'association en 1938 est Leopold Schafranek,. L'association n'a pas été rétablie après 1945.

### Jüdisch Humanitärer Verein "Lainz"
La Jüdisch Humanitäre Verein "Lainz" (Association humanitaire juive "Lainz") avec son siège à la synagogue, est fondée en 1937 par Léopold Schafranek. Selon ses statuts, le but de l'association est la prise en charge élargie des pensionnaires juifs du foyer de soins de Lainz, des deux sexes dans tous les domaines non couverts par ailleurs. Les revenus de l'association proviennent des cotisations de ses membres, des intérêts sur le capital, de legs, des collectes, de contributions extraordinaires ainsi que des dons lors de la lecture de la Torah.
L'association est dissoute en 1938 et radiée du registre des associations. Elle est incorporée au centre d'aide sociale de la Israelitische Kultusgemeinde avec suppression de sa personnalité juridique. Les biens de l'association sont cédés à la Israelitische Kultusgemeinde après déduction d'une taxe de 20 % et de 5 % de frais administratifs au profit du Stillhaltekommissar für Vereine, Organisationen und Verbände (commissaire conservateur pour les associations, organisations et clubs). Le dernier président de l'association en 1938 est Leopold Schafranek,. L'association n'a pas été rétablie après 1945.

### Kranken-Unterstützungsverein "Chesed schel Emes"
L'association est fondée en 1875 sous le nom de Israelitischer Kranken-Unterstützungsverein "Chesed Schel Emes" für den Gerichtsbezirk Sechshaus (Association israélite de soutien aux malades "Chesed Schel Emes" pour le district judiciaire de Sechshaus) par Adolf Diamant. L'association a pour but de fournir un soutien financier à ses membres en cas de maladie ou de décès. Seuls sont acceptés dans l'association les hommes juifs, âgés de 20 à 46 ans et habitant à Sechshaus.
En 1903, l'association est rebaptisée Krankenunterstützungsverein "Chesed Schel Emes" für den Polizei-Rayon Wien  (Association de soutien aux malades "Chesed Schel Emes" pour le secteur de la police de Vienne). Plus tard, le nom de l'association est réduit en Kranken-Unterstützungsverein "Chesed schel Emes" (Association de soutien aux malades "Chesed schel Emes").
L'association est dissoute en 1938 et radiée du registre des associations. Elle est incorporée au centre d'aide sociale de la Israelitische Kultusgemeinde avec suppression de sa personnalité juridique. Les biens de l'association sont cédés à la Israelitische Kultusgemeinde après déduction d'une taxe de 20 % et de 5 % de frais administratifs au profit du Stillhaltekommissar für Vereine, Organisationen und Verbände (commissaire conservateur pour les associations, organisations et clubs). Le dernier président de l'association en 1938 est Max Schor. L'association n'a pas été rétablie après 1945.

### Talmud-Thora Vereins für die westlichen Bezirke Wiens
La "Talmud-Thora" Verein für die westlichen Bezirke Wiens (Association Talmud Torah pour les districts occidentaux de Vienne) est fondée en 1895.
Le but de l'association est de fonder une école religieuse, "dans laquelle les enfants d'âge scolaire, leurs parents ou tuteurs (...) reçoivent un enseignement dans toutes les matières hébraïques, en particulier pour les garçons la préparation à la confirmation (Bar Mitzwah ), à la pose rituelle des "Tephillin" (phylactères) sur le bras et le front, etc..". Les fonds proviennent des cotisations annuelles, des legs, des dons et des frais de scolarité.
L'association est dissoute en 1938 et radiée du registre des associations. Elle est incorporée dans l& Israelitische Kultusgemeinde avec suppression de sa personnalité juridique. Les biens de l'association sont cédés à la Israelitische Kultusgemeinde après déduction d'une taxe de 20 % et de 5 % de frais administratifs au profit du Stillhaltekommissar für Vereine, Organisationen und Verbände (commissaire conservateur pour les associations, organisations et clubs). Le dernier président de l'association en 1938 est le rabbin Hirsch Jakob Zimmels, . En août 1938, la Israelitische Kultusgemeinde demande au conseil scolaire de la ville de Vienne l'autorisation de continuer à diriger l'école biblique de Vienne dans les locaux de la synagogue. L'association n'a pas été rétablie après 1945.